# Simin Palay
Simin Palay (Maximin Palay), Simin Palai en occità fou un escriptor etnògraf occità nascut a Castèida e Doat, als confins entre Bearn (Pirineus Atlàntics) i Bigorra (Alts Pirineus) el 1874, i mort a Gelos (Pirineus Atlàntics) el 1965. Fou amic de l'escriptor famós Miquèu Camelat, qui l'animà a escriure en occità bearnès i a editar els diaris en bearnès l'Armanac Patouès de la Bigorre (1891) i Reclams de Biarn e Gascougne (1897). El 1896 creà a Ortès l'Escola Gastó Febus, filial del felibritge.
El 1920 fou nomenat majoral del felibritge i es dedicà a la tasca de recerca lingüística i etnogràfica. De tarannà polític conservador, es va oposar al moviment occitanista contemporani i sovint ha estat acusat de considerar el bearnès com una llengua diferent de la resta dels dialectes occitans.
El 1960 fou decorat amb la Legió d'Honor francesa.